# Fairytale (álbum)
Fairytale es el segundo álbum de cantante y compositor británico Donovan. Peter Eden, Geoff Stephens y Terry Kennedy se encargaron de producir el álbum en su edición original.

## Lanzamiento
Este fue el primer álbum de Donovan lanzado en el Reino Unido el 22 de octubre de 1965 a través de la disquera Pye Records.
La versión de Estados Unidos del álbum de Fairytale estuvo liberado por Hickory Records en noviembre del año 1965 con un listado ligeramente diferente de canciones, esta incluía un cover de Universal Soldier, canción de Buffy Sainte-Marie que sustituía a "Oh Deed I Do", cover del escritor Bert Jansch

## Lista de canciones

### Listado de canciones en el Reino Unido
Todas las canciones escritas por Donovan excepto donde se indica
| Cara A |                                  |              |          |  |
| N.º    | Título                           | Escritor     | Duración |  |
| 1.     | «Colours»                        |              | 2:11     |  |
| 2.     | «To Try for the Sun»             |              | 3:36     |  |
| 3.     | «Sunny Goodge Street»            |              | 2:55     |  |
| 4.     | «Oh, Deed I Do»                  | Bert Jansch  | 2:00     |  |
| 5.     | «Circus of Sour»                 | Paul Bernath | 2:10     |  |
| 6.     | «The Summer Day Reflection Song» |              | 1:50     |  |

| Cara B |                            |                            |          |  |
| N.º    | Título                     | Escritor                   | Duración |  |
| 1.     | «Candy Man»                | Trad., arreglos de Donovan | 3:25     |  |
| 2.     | «Jersey Thursday»          |                            | 2:13     |  |
| 3.     | «Belated Forgiveness Plea» |                            | 2:54     |  |
| 4.     | «Ballad of a Crystal Man»  |                            | 3:50     |  |
| 5.     | «The Little Tin Soldier»   | Shawn Phillips             | 3:05     |  |
| 6.     | «The Ballad of Geraldine»  |                            | 4:38     |  |

### Listado de canciones en Estados Unidos
Todas las canciones escritas por Donovan excepto donde se indica
| Cara A |                                  |                    |          |  |
| N.º    | Título                           | Escritor           | Duración |  |
| 1.     | «Universal Soldier»              | Buffy Sainte-Marie | 2:16     |  |
| 2.     | «To Try for the Sun»             |                    | 3:36     |  |
| 3.     | «Sunny Goodge Street»            |                    | 2:55     |  |
| 4.     | «Colours»                        |                    | 2:44     |  |
| 5.     | «Circus of Sour»                 | Paul Bernath       | 2:10     |  |
| 6.     | «The Summer Day Reflection Song» |                    | 1:50     |  |

| Cara B |                            |                            |          |  |
| N.º    | Título                     | Escritor                   | Duración |  |
| 1.     | «Candy Man»                | Trad., arreglos de Donovan | 3:25     |  |
| 2.     | «Jersey Thursday»          |                            | 2:13     |  |
| 3.     | «Belated Forgiveness Plea» |                            | 2:54     |  |
| 4.     | «Ballad of a Crystal Man»  |                            | 3:50     |  |
| 5.     | «The Little Tin Soldier»   | Shawn Phillips             | 3:05     |  |
| 6.     | «The Ballad of Geraldine»  |                            | 4:38     |  |